# Falcó (novela)
Falcó es una novela de espionaje escrita por el autor y periodista español Arturo Pérez-Reverte, publicada por Alfaguara en octubre de 2016.

## Sinopsis
Lorenzo Falcó, un oscuro personaje entre el espionaje y los servicios de inteligencia, se ve involucrado en una trama para, tras infiltrarse en territorio republicano en plena guerra civil española, liberar a José Antonio Primo de Rivera de la cárcel de Alicante en la que se encuentra preso.
Su jefe es el Almirante, (oriundo de Betanzos) que lo reclutó ya hace unos años tras debatirse entre si debía hacer que lo mataran o contratarlo para que hiciera para él determinados trabajos sucios.
Falcó es descrito por el propio Pérez-Reverte como Un personaje cien por cien español, un espía, un traficante, según las circunstancias; un jerezano, un chico de buena familia, golfo, muy golfo; pero, sobre todo, un patriota de sí mismo.

## Saga
El éxito de esta novela y de su personaje protagonista se vio reflejado en su continuación, Eva, publicada también por Alfaguara en octubre de 2017. En 2018, Alfaguara editó la tercera entrega de la serie, titulada Sabotaje.